# Избасор
Избасор, Избасар, Большой Избасар (каз. Ізбасар) — озеро в Жамбылском районе Северо-Казахстанской области Казахстана. Находится в 2 км к северу от села Ольговка.
По данным топографической съёмки 1940-х годов, площадь поверхности озера составляет 1,93 км². Наибольшая длина озера — 1,9 км, наибольшая ширина — 1,2 км. Длина береговой линии составляет 5,1 км, развитие береговой линии — 1,03. Озеро расположено на высоте 152,7 м над уровнем моря.
Озеро входит в перечень рыбохозяйственных водоёмов местного значения.